# Oxira normalis
Oxira normalis là một loài bướm đêm trong họ Noctuidae.